# Jean-Marc Rouillan
Jean-Marc Rouillan, né le 30 août 1952 à Auch, est un militant activiste français d'extrême gauche. Au cours des années 1970 et 1980, il mène des actions terroristes collectives qualifiées par leurs auteurs de « lutte antifasciste » (MIL, GARI, Action directe).
Arrêté en 1987 avec d'autres membres du groupe Action directe, il est condamné en 1989 à la réclusion criminelle à perpétuité, assortie d'une période de sûreté de dix-huit ans, pour complicité d'assassinat de l'ingénieur général de l'armement René Audran en 1985 et du PDG de Renault Georges Besse en 1986.
Il  bénéficie d'un régime de semi-liberté du 17 décembre 2007 au 2 octobre 2008. Ce régime est suspendu puis révoqué pour des propos tenus lors d'une interview à L'Express en 2007. Il bénéficie de nouveau d'un régime de semi-liberté le 19 mai 2011.
Il est de nouveau condamné pour apologie du terrorisme dans le contexte des attentats du 13 novembre 2015 en France, après avoir jugé comme « très courageux » les terroristes qui sont passés à l'acte, condamnation censurée par la CEDH puis annulée par la Cour de révision et de réexamen, la cour d'appel devant réévaluer la lourdeur de la peine infligée, la sanction n'étant pas remise en cause dans son principe.
Il a publié plusieurs livres.

## Biographie

### Engagements militants
Dans sa jeunesse, Jean-Marc Rouillan prend part aux activités des comités d'action lycéen (CAL) puis des groupes autonomes libertaires à Toulouse au début des années 1970.

### Activités militantes et terroristes
Dans la première partie des années 1970, Jean-Marc Rouillan participe à la création d'organisations de lutte armée anti-franquiste (Mouvement ibérique de libération, Groupes d'action révolutionnaires internationalistes). Lors d’une des attaques à main armée auxquelles il participe à Barcelone en 1973, le comptable d’une agence bancaire, Milquiades Flores Álvarez, est grièvement blessé (il perdra la vue) ; plus tard, dans un piège que la police tend à sa bande, le policier Francisco Jesús Anguas est tué.
Rouillan est arrêté en 1974 puis relâché en 1977.
En 1979, il s'organise au sein de la « coordination politico-militaire interne au mouvement autonome » qui donnera Action directe. Jean-Marc Rouillan fait l'objet de recherches de la section contre-terroriste des Renseignements généraux sous la houlette de Jean-Pierre Pochon. Celui-ci retrouve une membre d'Action directe et remonte aisément la trace de Rouillan. Il monte un coup avec sa section où il fait croire à Rouillan que le terroriste Ilich Ramírez Sánchez (dit Carlos) veut le rencontrer pour financer son groupe. Les RG organisent la rencontre rue Pergolèse en 1980 et arrêtent Rouillan avec sa compagne Nathalie Ménigon.
Libéré avec d'autres militants d'Action directe — Nathalie Ménigon reste en prison mais sera libérée quelques mois plus tard après une grève de la faim — lors de l'amnistie accordée par le président François Mitterrand en 1981, Rouillan choisit avec une minorité d'Action directe de s'engager dans un programme radical d'assassinats et d'attentats.
Cette cellule reprend les attentats à partir de 1982 mais aussi les assassinats (Gabriel Chahine le 13 février 1982, René Audran le 25 janvier 1985 et Georges Besse le 17 novembre 1986, ainsi que deux tentatives contre Guy Brana et le général Henri Blandin).
Il est arrêté le 21 février 1987 à Vitry-aux-Loges où il s'était réfugié en compagnie de Nathalie Ménigon, Joëlle Aubron et Georges Cipriani.

### Prison
Jean-Marc Rouillan est condamné en 1989 puis 1994 à la réclusion criminelle à perpétuité, assortie d'une période de sûreté de dix-huit ans (le rendant potentiellement libérable à compter du mois de février 2005). Classé comme DPS (« détenu particulièrement surveillé »), il est soumis à un régime d'exception. Il passe sept ans et six mois à l'isolement total. Un comité de soutien aux membres d'Action directe emprisonnés, impulsé notamment par Hellyette Bess, défend l'amélioration de ses conditions d'incarcération et tente de mobiliser les médias.
Dès 1989, le Syndicat de la magistrature qualifie ces conditions d'incarcération de « traitement inhumain ».
En 2004, il porte plainte contre les ERIS qui sont intervenues au centre pénitentiaire de Moulins-Yzeure pour violence et contre la maison d'arrêt de Fleury-Mérogis pour contester son placement en isolement à la suite d'une dénonciation qu'il estime « fallacieuse ». Malgré son emprisonnement, il garde une certaine activité : soutien à ses camarades d'Action directe, grève de la faim, écriture… Il écrit en outre régulièrement dans le mensuel CQFD, notamment des « Chroniques carcérales » témoignant des conditions de vie dans les prisons françaises.

### Libérations conditionnelles
Jean-Marc Rouillan bénéficie, à partir du 17 décembre 2007, d'un régime de semi-liberté qui lui permet de travailler chez son éditeur, les Éditions Agone, à Marseille, malgré l'obligation de  rejoindre un centre de semi-liberté la nuit et les week-ends.
Malgré ses années de détention, Jean-Marc Rouillan reste « convaincu que la lutte armée est nécessaire à un moment du processus révolutionnaire », tout en précisant qu'elle doit être menée « dans des conditions historiquement déterminées ».
Après un entretien accordé le 1er octobre 2008 à L'Express dans lequel on lui demande « Regrettez-vous les actes d'Action directe, notamment cet assassinat ? », il répond : « Je n'ai pas le droit de m'exprimer là-dessus… Mais le fait que je ne m'exprime pas est une réponse. Car il est évident que, si je crachais sur tout ce qu'on avait fait, je pourrais m'exprimer. Par cette obligation de silence, on empêche aussi notre expérience de tirer son vrai bilan critique » et de la plainte du parquet de Paris, le juge d'application des peines rend, le 2 octobre, une « ordonnance suspendant la mesure de semi-liberté de Jean-Marc Rouillan », « pour éviter tout contact avec la presse » et des « troubles à l'ordre public ». En effet, dans le cas d'une condamnation à la réclusion criminelle à perpétuité, les années incompressibles ne sont qu'un minimum à l'issue duquel le tribunal d'application des peines peut accorder une libération conditionnelle au détenu. Celle-ci peut toutefois être révoquée si le condamné n'a pas respecté ses obligations.
Le 16 octobre, le tribunal d'application des peines (juridiction spéciale anti-terroriste) réuni à la prison des Baumettes confirme la révocation, estimant que les propos constituent une « apologie de la lutte armée ». Un pourvoi en cassation contre ce jugement est formulé. Olivier Besancenot lui apporte son soutien en réclamant sa remise en liberté, tout en soulignant qu'il appartient « à un courant politique qui désapprouvait et décriait les méthodes d'Action directe à l'époque. »
En mars 2009, Rouillan est hospitalisé. En avril 2009, il demande de nouveau l'obtention d'un régime de semi-liberté. Atteint de la très rare maladie de Chester-Erdheim, il demande une suspension de peine comme la loi le prévoit en pareil cas. Début décembre 2009, il porte plainte contre X pour « non-assistance à personne en danger, estimant être privé de soins pour la maladie rare dont il souffre. »
Le 16 février 2011, une nouvelle mesure de semi-liberté lui est accordée par le tribunal d'application des peines, mais le parquet de Paris fait appel de cette décision, ce qui a pour effet de la suspendre. Il revient à la cour d'appel de Paris de se prononcer sur le dossier. Celle-ci lui accorde finalement la semi-liberté, effective au 19 mai 2011. Ce régime est assorti du port du bracelet électronique,. Il bénéficie d'une liberté conditionnelle à partir du 18 mai 2012,.

### Controverse sur les attentats de novembre 2015
Dans une interview accordée à une radio associative marseillaise en février 2016, il évoque, en parlant des attentats du 13 novembre 2015 en France, « le courage avec lequel se sont battus les terroristes du 13 novembre, dans les rues de Paris en sachant qu’il y avait près de 3 000 flics autour d’eux. » « On peut dire plein de choses sur eux — qu'on est absolument contre les idées réactionnaires, que c'était idiot de faire ça, mais pas que ce sont des gamins lâches » ajoute-t-il, tout en se déclarant « totalement hostile » à l’idéologie « mortifère » des jihadistes.
À la suite de cette déclaration, la justice française ouvre une enquête préliminaire pour apologie du terrorisme. L’Association française des victimes du terrorisme évoque une « bouillie intellectuelle », ajoutant que Rouillan « se vautre […] une fois de plus dans la violence. » En septembre 2016, il est condamné à huit mois de prison pour apologie du terrorisme. En mai 2017, il est condamné, en appel, à dix-huit mois de prison, dont dix mois assortis d'un sursis avec mise à l'épreuve, soit une peine plus lourde qu'en première instance. Par ailleurs, il doit verser 1 000 euros à l’Association française des victimes du terrorisme, partie civile. L'avocat de l'association considère que « la justice mettait ainsi fin à une “starisation” de Jean-Marc Rouillan ».
Par un arrêt du 23 juin 2022, la Cour européenne des droits de l'homme constate que la lourdeur de cette condamnation viole la liberté d'expression de Jean-Marc Rouillan, parce que non « proportionnée au but légitime poursuivi »,. En conséquence, le 9 mars 2023, la Cour de révision et de réexamen annule la condamnation, et renvoie l'affaire devant la cour d'appel de Toulouse.

### Depuis 2016
Il participe aux mouvement anti-loi Travail en 2016 et manifeste aux côtés des « copains » des black blocs.
Il apporte son soutien au candidat d'extrême gauche à l'élection présidentielle française de 2022, Anasse Kazib, candidature qu'il qualifie de « candidature de rupture », et déclare en être très content. Il signe également une tribune de soutien au candidat, le 22 novembre 2021. Dans cette tribune, Rouillan y est présenté comme « ancien prisonnier politique, écrivain ».
En mars 2023, il tient une conférence dans l’université de Bordeaux occupée. Sa présence scandalise plusieurs élus girondins du centre, de la droite et de l'extrême droite.

## Publications
- Je hais les matins, Denoël, 2001
- Paul des épinettes ou la myxomatose panoptique : récit, L'Insomniaque, 2002
- Glucksamschlipszig, le roman du Gluck, L'Esprit frappeur, no 115, 2003  (ISBN 2-84405-195-2)
- Lettre à Jules, Agone, 2004  (ISBN 2-7489-0019-7)
- La Part des loups, Agone, 2005  (ISBN 2-7489-0050-2)
- De mémoire (1), Agone, 2007  (ISBN 978-2-7489-0069-9)
- Le Capital humain, L'arganier, 2007  (ISBN 2-912728-51-7)
- Chroniques carcérales (2003-2007), Agone, 2008  (ISBN 978-2-7489-0089-7)
- Les Viscères polychromes de la peste brune (avec 21 interventions de Dado), Éditions de La Différence, 2009  (ISBN 978-2729118457)
- De mémoire (2), Agone, 2009  (ISBN 978-2-7489-0096-5)
- Paul des épinettes et moi : Sur la maladie et la mort en prison, Agone, 2010  (ISBN 978-2-7489-0116-0)
- Infinitif présent, Éditions de La Différence, 2010  (ISBN 978-2-7291-1880-8)
- De mémoire (3), Agone, 2011  (ISBN 978-2-7489-0141-2)
- Autopsie du dehors, Éditions Al Dante, mars 2012  (ISBN 978-2847618242)
- Le Tricard, Chronique du dehors d'un interdit de séjour, Éditions Al Dante, 2013  (ISBN 978-2847617887)
- Le Rat empoisonné, Éditions Al Dante, 2014  (ISBN 978-2847617610)
- Je regrette, Agone, 2016  (ISBN 978-2-7489-0249-5)
- Dix ans d’Action directe. Un témoignage, 1977-1987, Agone, 2018  (ISBN 978-2-7489-0368-3)